# Еммануель Маюка
Еммануе́ль Маю́ка (англ. Emmanuel Mayuka; нар. 21 листопада 1990, Кабве, Замбія) — замбійський футболіст, нападник збірної Замбії та англійського «Саутгемптона».

## Титули і досягнення
- Переможець Кубка африканських націй: 2012